# Гиссаракская ГЭС
Гиссаракская ГЭС — гидроэлектростанция на реке Аксу в Кашкадарьинской области Узбекистана.

## Общие сведения
Гиссаракская ГЭС пущена в 2011 году. Станция пристроена к плотине Гиссаракского гидроузла, созданного в 1988 году в целях накопления воды для орошения. Работает на ирригационных попусках из водохранилища.
Состав сооружений ГЭС:
- Каменно-набросная плотина максимальной высотой 140 метров и длиной по гребню 528 м;
- Эксплуатационный водосброс;
- Водоприёмник;
- Напорный железобетонный водовод диаметром 3,5 м и длиной 192,5 м, на всём протяжении уложенный в траншею;
- Здание ГЭС наземного типа;
- Отводящий канал длиной 47,5 м;
- ОРУ 110 кВ.

Мощность ГЭС — 45 МВт, среднегодовая выработка — 80,9 млн кВт·ч. В здании ГЭС установлено 2 гидроагрегата с вертикальными радиально-осевыми турбинами РО140/3272-В-151 с диаметром рабочего колеса 1,5 м, работающими на расчетном напоре 115 м (максимальный напор — 132 м) и генераторами СВ 335/121-12 УХЛ4 мощностью по 22,5 МВт. Производитель турбин — харьковский завод Турбоатом, генераторов — новосибирское предприятие Элсиб. Предтурбинные затворы дисковые, типа ЗДбс 224—140. Выдача электроэнергии производится через 2 трансформатора ТД-32000/110-У1 напряжением 121/10 кВ и мощностью по 32 МВА.
Плотина ГЭС образует Гиссаракское водохранилище сезонного регулирования полной ёмкостью 170 млн м³, полезной ёмкостью 162 млн м³.

Фотографии станции
Машинный зал
Плотина
Гиссаракское водохранилище
Трансформатор ГЭС